# West Melbourne
West Melbourne è una città degli Stati Uniti d'America situata in Florida, nella Contea di Brevard.